# 万延大判

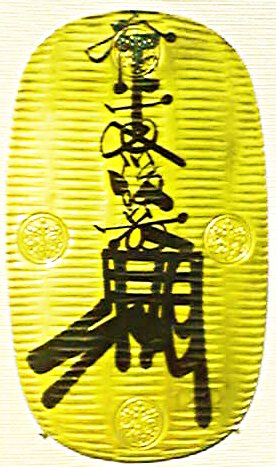
万延大判

万延大判（まんえんおおばん）とは万延元年（1860年）閏3月に発行された大判であり、新大判（しんおおばん）とも呼ばれる。日本最後の大判である。
万延大判はこれまでの大判と異なり通貨としての目的もあり、万延小判に対し二十五両金貨として発行された。

## 概要
表面は「拾両後藤（花押）」と墨書され、後藤十七代典乗の書であり、上下左右に丸枠桐極印がそれぞれ一箇所、計四箇所打たれ、形状は角ばった楕円形である点はこれまでの大判と同様であるが、これまで原則として金一枚すなわち四十四匁を基準としてきた量目が大幅に引き下げられ、三十匁となった。表面は鏨目（たがねめ）のものと熨斗目（のしめ）のものが存在し、熨斗目の方が現存数が多い。実際の量目は十両（四十四匁）ではなくなったが、大判の代名詞としてこれまでの大判同様「拾両」と書かれた。
裏面の極印による鋳造高は、万延元年（1860年）閏3月23日より4月25日までは鏨目で「恒・宇・吉」および「伊・宇・き」が854枚であり、同年4月29日から文久元年7月10日までは熨斗目で「吉・宇・き」および「吉・安・大」合計9,491枚であり、文久元年（1861年）7月11日から文久2年（1862年）12月24日は鏨目に戻り、「吉・宇・き」4,565枚、「吉・安・大」2,187枚であった。
通用期間は万延元年（1860年）4月10日より、古金銀通用停止の明治7年（1874年）9月末までであった。
| 名称     | 鋳造開始                 | 規定品位 分析品位(造幣局)                     | 規定量目             | 鋳造量   |
| -------- | ------------------------ | --------------------------------------------- | -------------------- | -------- |
| 万延大判 | 万延元年閏3月 （1860年） | 百二十匁位（36.7%） 金36.35%/銀62.95%/雑0.70% | 30.0匁 (112.4グラム) | 17,097枚 |